# Онслоу, Джордж, 1-й граф Онслоу
Джордж Онслоу, 1-й граф Онслоу (англ. George Onslow, 1st Earl of Onslow; 13 сентября 1731 — 17 мая 1814) — британский пэр и политик. Он носил титул учтивости — лорд Онслоу с 1776 по 1801 год.

## Биография
Родился 13 сентября 1731 года. Единственный сын политика Артура Онслоу (1691—1768) и Энн Бриджес (1703—1763). Избрал адвокатскую карьеру. В 1739 году он был принял в Миддл-Темпл, но не был приглашен в коллегию адвокатов. Он получил образование в Вестминстерской школе, Питерхаус-колледже в Кембриджском университете и Оксфордском университете (где получил степень доктора гражданского права).
Джордж Онслоу заседал в Палате общин Великобритании от Рая (1754—1761) и Суррея (1761—1774).
В марте 1759 года Джордж Онслоу был назначен подполковником ополчения графства Суррей, которое было сформировано его родственником, Ричардом Онслоу, 3-м бароном Онслоу. В ноябре того же года Суррейский полк был разделен на два батальона. Джордж Онслоу в чине полковника получил под своё командование 2-й или западный батальон. В декабре 1762 года Суррейское ополчение было распущено. В феврале 1763 года 2 суррейских батальона были объединены, а Джордж Онслоу стал полковником сводного полка. В октябре 1765 года он вышел в отставку и перешёл на работу в правительство.
Занимал должности младшего лорда казначейства (1765—1777), контролера королевского двора (1777—1779) и казначея королевского двора (1779—1780).
20 мая 1776 года ему был присвоен титул барона Крэнли из Имбер-Корта в графстве Суррей. 8 октября 1776 года он также сменил своего троюродного брата Ричарда Онслоу, 3-го барона Онслоу (1713—1776), на посту 4-го барона Онслоу. 17 июня 1801 года ему были пожалованы титулы виконта Крэнли из Крэнли в графстве Суррей и графа Онслоу из Онслоу в графстве Шропшир.

## Семья
26 июня 1753 года лорд Онслоу женился на достопочтенной Генриетте Шелли (1731 — май 1802), дочери сэра Джона Шелли, 4-го баронета, и его второй жены Маргарет Пелэм. У них было четыре сына и одна дочь:
- Томас Онслоу, 2-й граф Онслоу (15 марта 1754 — 22 февраля 1827), старший сын и преемник отца.
- Джон Онслоу (21 ноября 1755 — 4 февраля 1757)
- Генри Онслоу (9 февраля 1757 — 25 июля 1757)
- Эдвард Онслоу (9 апреля 1758 — 18 октября 1829), женился в 1783 году на Мари Розали де Бурдей.
- Генриетта Онслоу (род. 18 марта 1760, умерла в младенчестве).

Граф Онслоу скончался 17 мая 1814 года в возрасте 82 лет, и ему наследовал его старший сын Томас.